# Roger Doucet
Roger Doucet (* 21. April 1919 in Montreal; † 19. Juli 1981 ebenda) war ein kanadischer Sänger (Tenor).

## Leben und Wirken
Doucet sang als Kind im Chor der Kirche Immaculée-Conception. Deren Chorleiter Émile Fontaine gab ihm von 1929 bis 1933 den ersten Musikunterricht an der École St-François-Xavier. Er studierte dann Gesang bei Céline Marier und Georges Toupin (1938–49), Sarah Fischer (1940–41) und Albertine Morin-Labrecque (1941–43) und trat daneben in verschiedenen Cabarets wie dem Faisan bleu, dem Casino Bellevue und dem Montmartre auf. Im Zweiten Weltkrieg war er Mitglied der The Army Show, mit der er zwei Kanadatourneen und mehrere Europareisen unternahm. Aus der Armee schied er im Rang eines Sergeanten aus.
Von 1946 bis 1949 studierte er am New York College of Music bei Alfredo Martino. Er setzte dann seine Laufbahn als Sänger beim Cabaret und verschiedenen kanadischen Rundfunk- und Fernsehsendern fort. Während einer Europatournee 1955–57 trat er beim Glyndebourne Festival in Rossinis Le comte Ory auf und sang bei der BBC und beim NDR. Ab 1971 sang er bei den Fernsehübertragungen der Hockeyspiele im Montreal Forum die Kanadische Nationalhymne, ab 1973 auch bei den Footballspielen in Aloutte und ab 1977 bei den Baseballspielen der Montreal Expos 1980 wurde er als Member of the Order of Canada geehrt.